# اقچه پیره
روستایی از توابع بخش معجزات شهرستان زنجان در استان زنجان ایران است. در جاده دندی واقع شده و از روستاهای مجاور آن از جنوب چورزق، غرب مهتر، شرق رازبین، از شمال کوشکن و والارود می‌توان اشاره نمود. لازم است ذکر شود نام خانوادگی اکثریت قریب به اتفاق خانواده‌های روستا خدائی می‌باشد. 

### زبان
گویش مردمان روستا ترکی آذربایجانی با لهجهٔ زنجانی می‌باشد.

### تاریخ
روستا دارای بافت تاریخی بوده و قدمت ۷۰۰–۶۰۰ ساله دارد. در قدیم برای حفاظت از کلیدر غرب به شرق (شاهراه ارتباطی معجزات به خمسه) و نیز برای حفاظت از کاروانیان در قبال هجوم راهزنان قلعه ای به دستور حکومت ایلخانیان بنا شد و تخریب گردید
دوباره در حکومت آق قویونلوها تمدید شد و به دژی نظامی تبدیل گردید که ۵ برج (بارو) داشته‌است. روستا دارای قنات به طول ۴۵۰ متر و دو انشعاب بوده که در زمان فتحعلی شاه قاجار تکمیل گردید.
در سال‌های اخیر به دلیل ساخت جاده زنجان-دندی بخش زیادی از چاه‌های قنات تخریب شد و احداث چاه عمیق اطراف آن موجب خشک شدن آن گردیده‌است. اهالی اصیل دارای نسبت خویشاوندی با اهالی روستای وننق می‌باشند. 

### مشاغل
مشاغل مردم روستا از گذشته‌های دور کشاورزی و دامداری بوده‌است. خشکسالی در سال‌های اخیر موجب شده که اغلب مردم به کارهای خدماتی در شرکت‌ها مشغول باشند. از محصولات عمدهٔ کشاورزی روستا می‌توان به انگور، زردآلو، سنجد و هلو نام برد.

### صنعت
شهرک صنعتی ناجی نزدیک روستا
.
از شرکت‌های معروف نزدیک دهات: شرکت پدیده شیمی قرن

### ورزش
چولونگ آقاج، یولداش سنی کیم آپاردی، اشک بل سیندیران، قرجمه داش (ابه داش)، جیز
سوارکاری:
روستا دارای پرورش اسب می‌باشد.

### فرهنگ
این روستا دارای مدرسه و مسجد بوده که در ایام محرم عزاداری سرور و سالار شهیدان برگزار می‌گردد.
شهدای شاخص:
شهید نجفعلی خدائی

### جاذبه دیدنی
امروزه روستا به شکل مخروبه می‌باشد و طرح هادی تاکنون اجرا نشده‌است.
روستا دارای آب، برق و گاز می‌باشد.

## جمعیت
این روستا در دهستان معجزات قرار دارد و براساس سرشماری مرکز آمار ایران در سال ۱۳۸۵، جمعیت آن ۹۹ نفر (۲۲خانوار) بوده‌است.